# Białogórze
Białogórze (dawniej niem. Lichtenberg) – wieś w Polsce położona w województwie dolnośląskim, w powiecie zgorzeleckim, w gminie Zgorzelec.

## Położenie
Białogóra to wieś o długości około 1,1 km leżąca na granicy Równiny Zgorzeleckiej i Wzgórz Siekierczyńskich, na wysokości 230–250 m n.p.m.

## Podział administracyjny
W latach 1975–1998 miejscowość administracyjnie należała do województwa jeleniogórskiego.

## Historia
Najstarsze ślady osadnictwa w tym rejonie pochodzą z VII wieku. Nie wiadomo dokładnie kiedy powstała sama wieś, wzmianki informują o tym, że w 1346 roku istniał tu kościół. W 1825 roku były tu 64 budynki, w tym: kościół i szkoła ewangelicka oraz 2 młyny wodne. W 1840 oprócz kościoła i szkoły była też pastorówka, folwark z owczarnią i 2 młyny wodne, wieś liczyła wtedy 76 budynków. W drugiej połowie XIX wieku zbudowano szosę ze Zgorzelca do Jeleniej Góry, co przyniosło pewne ożywienie gospodarcze. Po 1945 roku Białogórze zachowało charakter wsi rolniczej, w 1978 roku było tu 29 gospodarstw rolnych.

## Zabytki
Do wojewódzkiego rejestru zabytków wpisane są:
- kościół filialny pw. św. Andrzeja Boboli, otoczony murem, wzniesiony na początku XVI wieku i przebudowany w roku 1675. Zachowane jest kilka epitafiów szlacheckich z XVIII w. oraz murowana bramka ze śladami sgraffito[6]
- budynek mieszkalno-gospodarczy, nr 41, murowano-szachulcowy, z 1870 r.

Inne zabytki:
- dwa wczesnosłowiańskie grodziska oraz cmentarzysko kurhanowe, datowane na VIII-XI wiek, znaleziono na nim około 200 mogił, znajdują się w pobliżu wsi. Kurhany pod Białogórzem odkrył latem 1929 r. dr Otto F. Gandert ze Zgorzelca (Görlitz). Grodziska te zamieszkiwali Bieżuńczanie.